# Handball-Oberliga Rheinland-Pfalz/Saar 2005/06
Die Handball-Oberliga Rheinland-Pfalz/Saar 2005/06 (OL-RPS) wurde unter dem Dach der Handball-Landesverbände Rheinhessen (HVR), Pfalz (PfHV) und Saar (HVS) organisiert und ist die höchste Spielklasse des Verbundes. Die Oberliga – RPS ist nach der Bundesliga, der 2. Bundesliga und der Regionalliga eine der vierthöchsten Spielklassen im deutschen Handball.

## Saisonverlauf
Die Handball-Oberliga Rheinland-Pfalz/Saar 2005/06 war die vierte Ausspielung dieser Handballliga. Der Handballverband Rheinland (HVRL),  tritt ab der Saison 2006/07 dem Bereich der Oberliga Rheinland-Pfalz/Saar bei.

## Modus
Vierzehn Mannschaften spielten eine Hin- und Rückrunde. Nach Abschluss der daraus resultierenden Spieltage ist der Meister in die Regionalliga Süd aufgestiegen. Die drei letzten Mannschaften mussten in die Verbandsligen absteigen.

## Teilnehmer
Nicht mehr dabei waren die Auf- und Absteiger der Vorsaison. Neu hinzugekommen sind die Absteiger (A) aus der Regionalliga Süd und die Aufsteiger (N) aus den Verbandsligen.

## Abschlussplatzierungen
  1. TV Hochdorf
- 2. HSG Völklingen
- 3. DJK SF Budenheim
- 4. TuS 04 Dansenberg
- 5. SV 64 Zweibrücken
- 6. MSG HF Untere Saar
- 7. SG Saulheim
- 8. SGH Sankt Ingbert (N)
- 9. VTV Mundenheim
- 10 TSG Friesenheim II
- 11 HSV Sobernheim (N)

 12 TSV Kuhardt 1920

 13 TV 03 Wörth (N)

 14 HSG Rhein-Nahe Bingen

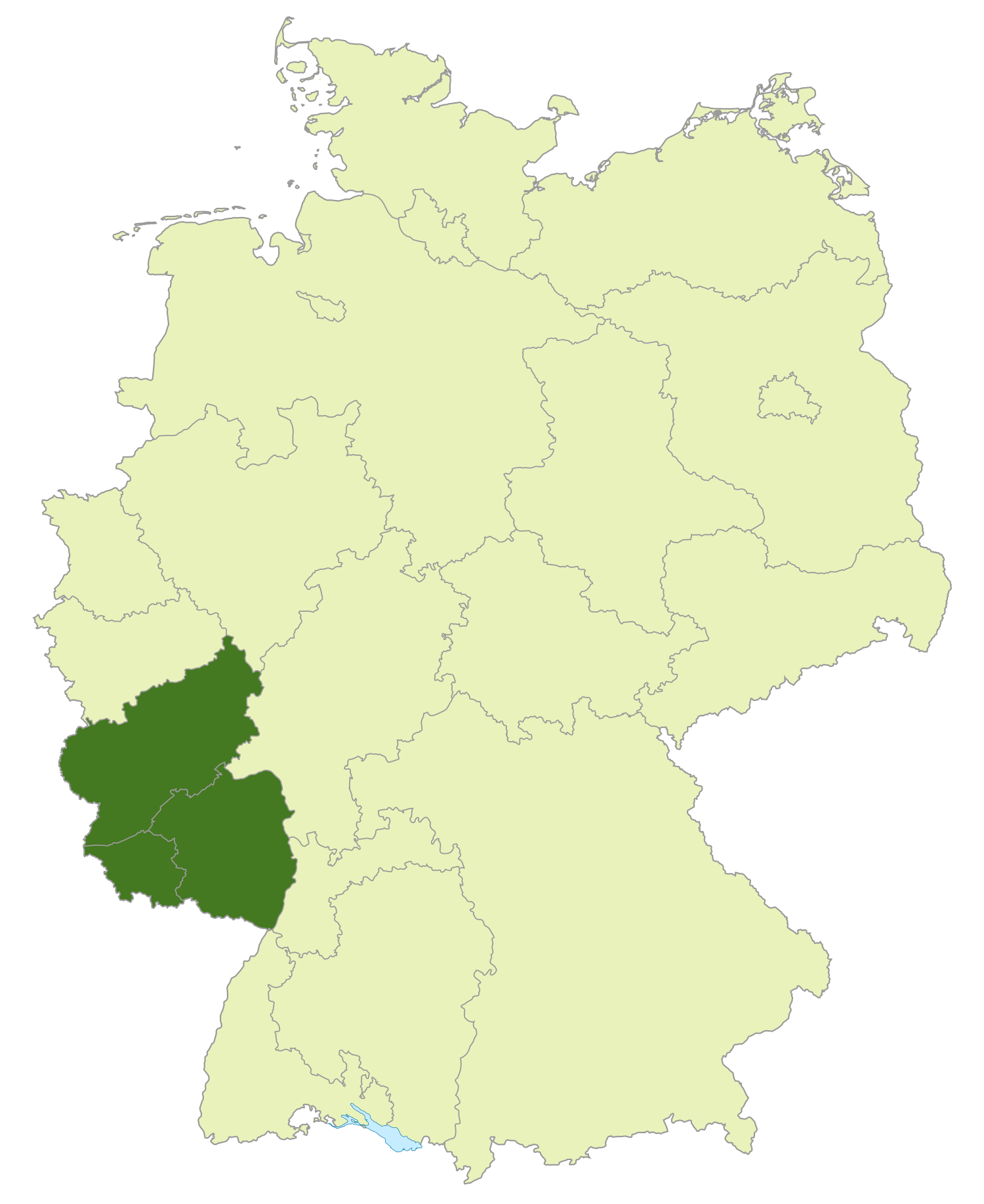
Bereich der Handball-Oberliga
Rheinland-Pfalz / Saarland

(A) = Absteiger aus der Regionalliga Süd (N) = neu in der Liga (R) = Rückzug
 Meister und Aufsteiger zur Regionalliga Süd 2006/07
- Für die Oberliga 2006/07 qualifiziert

 Absteiger